# States of Jersey

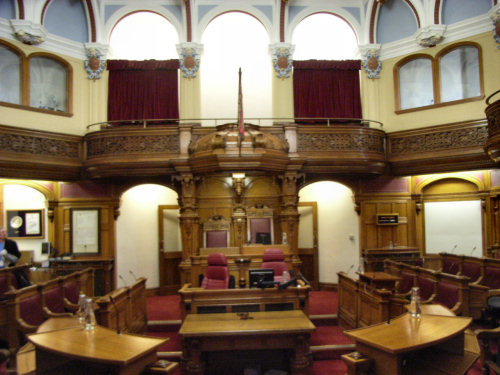
Plenarsaal

Die States of Jersey (französisch États de Jersey) sind das Parlament und die Regierung der Kanalinsel Jersey. Sitz ist das Morier House in Saint Helier.
Die „States of Jersey“, die schon im 16. Jahrhundert bestanden, waren eine Ständeversammlung, bestehend aus dem Oberrichter (Bailiff), den 12 Jurats, den 12 Pfarrherren, den 12 Bürgermeistern (Constables) und 14 von den Steuerzahlern gewählten Vertretern. Letztere wurden auf Lebensdauer, die Constables auf 3 Jahre gewählt. Nach den Verfassungsänderungen von 1948 bestehen die States of Jersey aus 53 gewählten, unabhängigen Mitgliedern, davon 12 Senatoren und 12 Constables – aus jedem Parish je einer – und 29 Abgeordneten.
Die offiziellen Parlamentssprachen sind englisch und französisch, praktisch ist die Arbeitssprache heute englisch.
Ab 2022 werden 37 Abgeordnete aus den Distrikten gewählt, anstatt Senatoren und Abgeordnete im derzeitigen System zu wählen. Ab 2022 soll eine Grenzkommission eingerichtet werden, um sicherzustellen, dass die 9 Distrikte auf der Grundlage der Bevölkerung festgelegt werden. Die Bezirksgrenzen werden wie folgt sein:
| Distrikt | Name des Wahlkreises | Gemeinde    | Gemeindeteile (Vingtaines oder Cueillettes) | Anzahl der Abgeordneten | Anzahl der Connétables |
| -------- | -------------------- | ----------- | --- | ----------------------- | ---------------------- |
| 1        | St Helier South      | St Helier   | Vigntaine de Haut de la Ville - Canton de Bas de la Vingtaine de la Ville - Canton de Haut de la Vingtaine de la Ville                                                   | 04                      | 01                     |
| 2        | St Helier Central    | St Helier   | Vigntaine de Rouge Bouillon Vigntaine de Bas du Mont au Prêtre | 05                      | 01                     |
| 3        | St Helier North      | St Helier   | Vigntaine du Mont Cochon Vigntaine du Mont à l'Abbé Vigntaine du Haut du Mont au Prêtre                                                                                  | 04                      | 01                     |
| 4        | St Saviour           | St Saviour  | Vingtaine de Maufant Vingtaine de Sous la Hougue Vingtaine des Pigneaux Vingtaine de la Grande Longueville Vingtaine de la Petite Longueville Vingtaine de Sous l'Église | 05                      | 01                     |
| 5        | St Clement           | St Clement  | Grande Vingtaine Vingtaine du Rocquier Vingtaine de Samarès | 04                      | 01                     |
| 6        | St Brelade           | St Brelade  | Vingtaine de Noirmont Vingtaine du Coin Vingtaine des Quennevais Vingtaine de la Moye                                                                                    | 04                      | 01                     |
| 7        | North West           | St Mary     | Vingtaine du Sud Vingtaine du Nord | 04                      | 01                     |
| 7        | North West           | St Ouen     | Petite Cueillette Grande Cueillette Cueillette de Grantez Cueillette de Millais Cueillette de Vinchelez Cueillette de Léoville                                           | 04                      | 01                     |
| 7        | North West           | St Peter    | Vingtaine du Douet Vingtaine de St. Nicolas Grande Vingtaine Vingtaine des Augerez Vingtaine du Coin Varin                                                               | 04                      | 01                     |
| 8        | North                | St John     | Vingtaine du Nord Vingtaine de Hérupe Vingtaine du Douet | 04                      | 01                     |
| 8        | North                | St Lawrence | Vingtaine Haut de la Vallée Vingtaine Bas de la Vallée Vingtaine du Coin Hatain Vingtaine du Coin Motier Vingtaine du Coin Tourgis Nord Vingtaine du Coin Tourgis Sud    | 04                      | 01                     |
| 8        | North                | Trinity     | Vingtaine de la Ville-à-l'Évêque Vingtaine de Rozel Vingtaine du Rondin Vingtaine des Augrès Vingtaine de la Croiserie                                                   | 04                      | 01                     |
| 9        | East                 | Grouville   | Vingtaine des Marais Vingtaine de la Rue Vingtaine de Longueville Vingtaine de la Rocque                                                                                 | 03                      | 01                     |
| 9        | East                 | St Martin   | Vingtaine de Rozel Vingtaine de Faldouet Vingtaine de la Quéruée Vingtaine de l'Église Vingtaine du Fief de la Reine                                                     | 03                      | 01                     |
| Gesamt   | Gesamt               | Gesamt      | Gesamt | 37                      | 12                     |

## Aktuelle Zusammensetzung
| Name        | Name             | Ausrichtung                        | Abgeordnete   | Abgeordnete | Abgeordnete | Gemeindevorsteher (Connétables) | Gemeindevorsteher (Connétables) | Gemeindevorsteher (Connétables) |          |
| Name        | Name             | Ausrichtung                        | nach der Wahl | aktuell     | +/−         | nach der Wahl                   | aktuell                         | +/−                             |          |
| Parteien    | Parteien         | Parteien                           | Parteien      | Parteien    | Parteien    | Parteien                        | Parteien                        | Parteien                        | Parteien |
| ----------- | ---------------- | ---------------------------------- | ------------- | ----------- | ----------- | ------------------------------- | ------------------------------- | ------------------------------- | -------- |
|             | Reform Jersey    | sozialdemokratisch                 | 10            | 10          | ▬           | –                               | –                               | –                               |          |
|             | Advance Jersey 1 | Liberaler Konservatismus           | 02            | 02          | ▬           | –                               | –                               | –                               |          |
|             | Progress Party 2 | Politische Mitte, Catch-all-Partei | 01            | 0           | ▼1          | –                               | –                               | –                               |          |
|             | Jersey Alliance  | Mitte-rechts                       | –             | –           | –           | 01                              | 0                               | ▼1                              |          |
| Unabhängige |                  |                                    |               |             |             |                                 |                                 |                                 |          |
|             | Unabhängige      | Unabhängige                        | 20            | 21          | ▲1          | 11                              | 12                              | ▲1                              |          |
|             | Better Way 3     | Better Way 3                       | 04            | 04          | ▬           | –                               | –                               | –                               |          |
| Gesamt      | Gesamt           | Gesamt                             | 37            | 37          | ▬           | 12                              | 12                              | ▬                               |          |

## Parlamentswahl in Jersey 2022

Übersicht nach Wahlkreisen

| Ergebnis der Parlamentswahl in Jersey 2022 | Ergebnis der Parlamentswahl in Jersey 2022 | Ergebnis der Parlamentswahl in Jersey 2022 | Ergebnis der Parlamentswahl in Jersey 2022 | Ergebnis der Parlamentswahl in Jersey 2022 | Ergebnis der Parlamentswahl in Jersey 2022 | Ergebnis der Parlamentswahl in Jersey 2022 | Ergebnis der Parlamentswahl in Jersey 2022 | Ergebnis der Parlamentswahl in Jersey 2022 | Ergebnis der Parlamentswahl in Jersey 2022 | Ergebnis der Parlamentswahl in Jersey 2022 | Ergebnis der Parlamentswahl in Jersey 2022 | Ergebnis der Parlamentswahl in Jersey 2022 |     |         |
| Partei                                     | Partei                                     | Abgeordnete                                | Abgeordnete                                | Abgeordnete                                | Abgeordnete                                | Gemeindevorsteher (Connétables)            | Gemeindevorsteher (Connétables)            | Gemeindevorsteher (Connétables)            | Gemeindevorsteher (Connétables)            | Gesamtmandate                              | Gesamtmandate                              | Gesamtmandate                              |     |         |
| Partei                                     | Partei                                     | Stimmen                                    | %                                          | Mandate                                    | +/−                                        | Stimmen                                    | %                                          | Mandate                                    | +/−                                        | Mandate                                    | +/−                                        | %                                          |     |         |
| ------------------------------------------ | ------------------------------------------ | ------------------------------------------ | ------------------------------------------ | ------------------------------------------ | ------------------------------------------ | ------------------------------------------ | ------------------------------------------ | ------------------------------------------ | ------------------------------------------ | ------------------------------------------ | ------------------------------------------ | ------------------------------------------ | --- | ------- |
| Partei                                     | Partei                                     |                                            | Unabhängige                                | 41.395                                     | 52,06 %                                    | 20                                         | ▼12                                        | 19.666                                     | 82,49 %                                    | 11                                         | ▼1                                         | 31                                         | ▼13 | 63,27 % |
|                                            | Reform Jersey                              | 12.720                                     | 16,00 %                                    | 10                                         | ▲5                                         | –                                          | –                                          | –                                          | –                                          | 10                                         | ▲5                                         | 20,41 %                                    |     |         |
|                                            | Jersey Alliance                            | 8.744                                      | 11,00 %                                    | 0                                          | Neu                                        | 736                                        | 3,09 %                                     | 1                                          | Neu                                        | 1                                          | Neu                                        | 2,04 %                                     |     |         |
|                                            | Better Way 1                               | 8.016                                      | 10,08 %                                    | 4                                          | Neu                                        | –                                          | –                                          | –                                          | –                                          | 4                                          | Neu                                        | 8,16 %                                     |     |         |
|                                            | Progress Party                             | 4.376                                      | 5,50 %                                     | 1                                          | Neu                                        | –                                          | –                                          | –                                          | –                                          | 1                                          | Neu                                        | 2,04 %                                     |     |         |
|                                            | Jersey Liberal Conservatives 2             | 4.259                                      | 5,36 %                                     | 2                                          | Neu                                        | –                                          | –                                          | –                                          | –                                          | 2                                          | Neu                                        | 4,08 %                                     |     |         |
|                                            | Keine dieser Möglichkeiten                 | –                                          | –                                          | –                                          | –                                          | 3.437                                      | 14,42 %                                    | –                                          | –                                          | –                                          | –                                          | –                                          |     |         |
| Gesamt                                     | Gesamt                                     | 79.510                                     | 100,00 %                                   | 37 3                                       | ▬                                          | 23.839                                     | 100,00 %                                   | 12                                         | ▬                                          | 49                                         | ▬                                          | 100,00 %                                   |     |         |